# Pringles
Pringles es la marca de un aperitivo con forma de papa frita. Se compone de patata deshidratada, almidón de trigo y harinas (papa, maíz y arroz) mezcladas con aceite vegetal.
La empresa está controlada por Kellogg's desde 2012. Tanto el aperitivo como su envase fueron creados en 1967 por la corporación estadounidense Procter & Gamble.

## Historia
Según la patente de P&G registrada en 1970, Alexander Liepa está acreditado como el creador. Los define también como «un pequeño refrigerio y un proceso mediante el cual se prepara una masa, a partir de papas deshidratadas y agua, frita posteriormente en aceite vegetal». El diseñador de la maquinaria necesaria para su fabricación fue el ingeniero y escritor Gene Wolfe.
Hay distintas teorías sobre el origen del nombre Pringles. Una se refiere a Mark Pringle, que en 1937 patentó método y equipamiento para procesar papas. Su trabajo fue citado por P&G cuando registró su propia patente para mejorar el sabor de las papas procesadas deshidratadas. La otra leyenda está basada en el nombre de la calle Pringle Drive (Finneytown, Ohio), donde vivían dos empleados publicitarios de la compañía. Para su lanzamiento comercial se creó una mascota con un característico bigote, Julius Pringles, diseñada por Louis R. Dixon. 
En 2012, P&G vendió Pringles a Kellogg Company por 2695 millones de dólares (más de 2000 millones de euros).

## Ingredientes
Pringles es un aperitivo con forma de paraboloide hiperbólico. Su contenido en patata es del 42 %. El resto de los ingredientes son almidón de trigo y harinas (patata, maíz y arroz) mezclados con aceites vegetales, potenciadores del sabor, sal y especias. Algunas variedades pueden incluir glutamato monosódico. Se vende en distintos sabores, siendo los más comunes en cada país el original con sal, crema agria con cebolla, queso y pimentón. A veces hay ediciones limitadas.
Existen divergencias sobre si Pringles puede ser considerada o no una patata frita. En 2008, el Tribunal Supremo del Reino Unido dictaminó que las Pringles no eran papas fritas ya que su receta contiene menos de un 50 % de patata, por lo que no podrán ser comercializadas como tal. Con esta medida, el producto quedaba exento del 17,5 % de IVA anterior al fallo del juez. Sin embargo, un año después la Corte de Apelación revocó la decisión porque, con una composición del 42 %, consideraron que «hay suficiente contenido de patata en el producto como para llegar a la conclusión razonable de que está hecho de eso». P&G tuvo que pagar cerca de 100 millones de libras por impuestos que se ahorraron en el pasado y unos 20 millones de libras anuales correspondientes al IVA.

## Envase
El éxito de Pringles se debe en gran parte a su envoltorio, inventado por Fred Baur. Consiste en un cilindro vertical de cartón que está recubierto en su interior por papel de aluminio. La tapa de plástico de la parte superior y la cobertura permiten que una vez esté abierto, el producto no pierda su frescura. Las patatas tienen una forma y tamaño uniformes, pueden apilarse y así se aprovecha todo el espacio disponible, evitando que se rompan.
En la mayoría de países se pueden comprar Pringles en tamaños para llevar (menos de 20 unidades), de 50 gramos (25 unidades), 150 gramos (80 unidades) y 190 gramos (95 unidades).
Fred Baur falleció el 4 de mayo de 2008. En su testamento pidió ser incinerado y que sus cenizas fueran depositadas en un bote de Pringles, petición que fue cumplida.